# Étienne de Sauvage
Étienne Noel Joseph de Sauvage, född 24 december i 1789 i Liège, död 24 augusti 1867 i Bryssel, var en belgisk politiker (liberal).
de Sauvage var advokat och var Belgiens premiärminister 23 mars–21 juli 1831. På grund av det sätt som det tidiga belgiska regeringsarbetet organiserades betraktar vissa källor istället Joseph Lebeau som premiärminister för denna period.